# Dasiops velvetus
Dasiops velvetus är en tvåvingeart som beskrevs av Mcalpine 1964. Dasiops velvetus ingår i släktet Dasiops och familjen stjärtflugor.
Artens utbredningsområde är Alaska. Inga underarter finns listade i Catalogue of Life.